# Tupaia (Navigator)

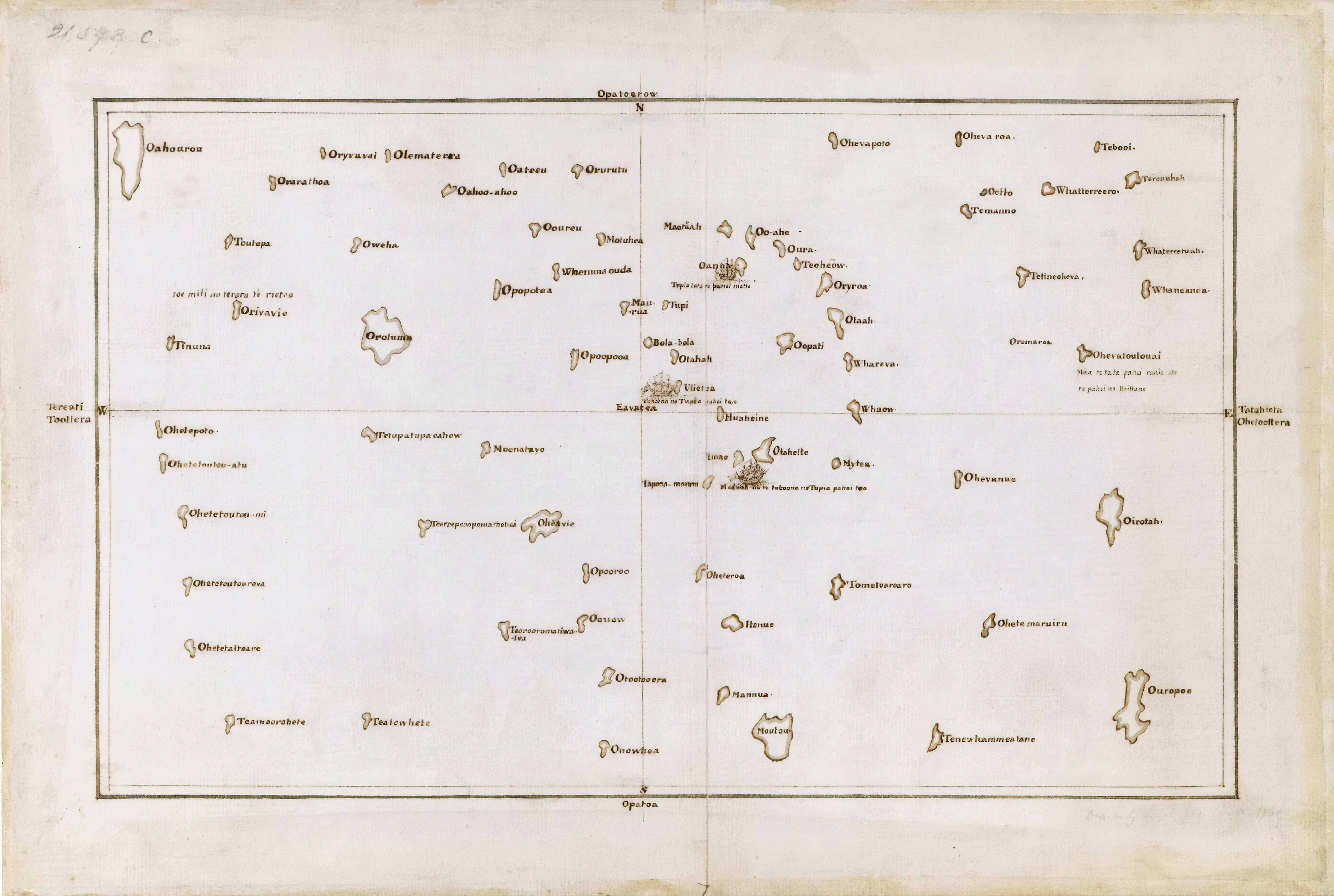
Tupaias Karte, ca. 1769 erstellt

Tupaia (* um 1724 in Ra'iatea von Französisch-Polynesien; † 11. November 1770 in Batavia) war ein Arioi-Priester aus einer Familie von Meisternautikern, die auf Ra'iatea, einer der Gesellschaftsinseln, ansässig war. Tupaia begleitete den englischen Seefahrer James Cook 1769 auf einem Abschnitt seiner ersten Südseereise (1768–1771). Bekanntheit erlangte Tupaia durch seine Fähigkeiten als Navigator und durch seine Kartendarstellung eines Teils der pazifischen Inseln zwischen Samoa, Rapa Nui, den Gesellschaftsinseln und Hawaii.

## Leben
Tupaia gehörte zu einer Familie auf Ra'iatea, die zur Elite der Insel zählte und großen Landbesitz in deren Nordteil ihr Eigen nannte. Er wurde im Taputapuatea in Opoa, dem größten Marae Polynesiens, unterrichtet. Nach seiner Weihe zum Priester mit speziellen Kenntnissen der Sternnavigation absolvierte er eine dreijährige Ausbildungszeit bei einer Arioi-Gesellschaft, die aus einer alten Gilde reisender Unterhaltungskünstler bestand. Er schloss die Ausbildung mit der Auszeichnung eines exzellenten Wegfinders ab.
1757 wurde Ra'iatea von Kriegern der Nachbarinsel Bora Bora überfallen, und Tupaia wurde im Kampf schwer verwundet. Drei Jahre später war er gezwungen, nach Tahiti zu fliehen. Er fand Zuflucht im Süden der Insel, im Distrikt Papara bei Häuptling Amo. Auf Tahiti wurde Tupaia bald wieder ein geachteter Hohepriester. Als am 19. Juni 1767 der britische Kapitän Samuel Wallis auf der Fregatte Dolphin Tahiti anlief, um die Mannschaft mit dringend benötigtem frischen Proviant zu versorgen, erwies sich Tupaia trotz einer kriegerischen Auseinandersetzung der Seeleute mit den Einheimischen als erfolgreicher Vermittler.
Im Dezember 1768 wurde Papara von rivalisierenden Stämmen angegriffen, und Tupaia rettete sein Leben, indem er die Seiten wechselte und zu einem Untergebenen des Häuptling Tutaha wurde.

### Tahiti

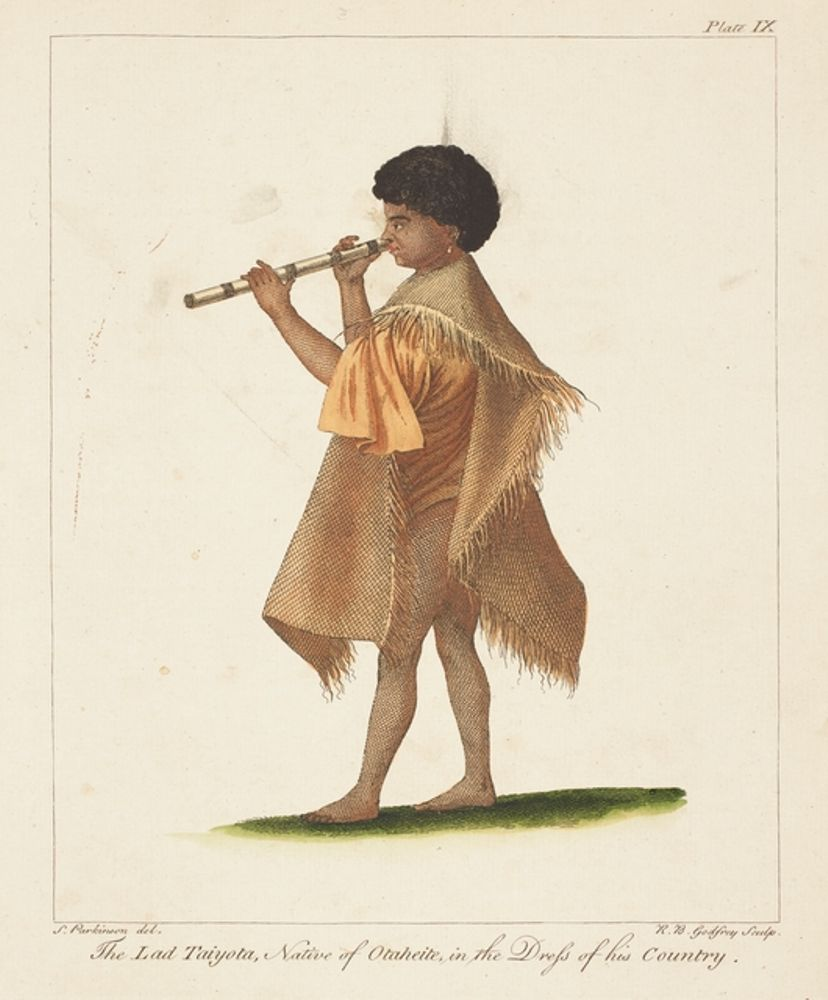
Taiata, ein junger Schüler Tupaias, den dieser mitnahm auf die Seereise. Nach einer Zeichnung von Sidney Parkinson.

Auf seiner Südsee-Expedition erreichte James Cook mit der Endeavour am 13. April 1769 Tahiti. Von Tupaia begleitet, stattete Häuptling Tutaha dem Schiff einen friedensstiftenden Besuch ab. Cook nutzte die Gelegenheit, um vier Männer des Stammes als Führer und Vermittler für seine Zeit in Tahiti anzuwerben. Vier von Cooks Besatzungsmitgliedern hatten schon 1767 auf der Dolphin Tahiti besucht und erinnerten sich an Tupaias Bedeutung. Der Vorschlag vom Botaniker des Schiffs, Joseph Banks, Tupaia auf Grund seines Wissens, seiner Fähigkeiten und Originalität mit nach England zu nehmen, fand Cooks Zustimmung. So kam es, dass Tupaia und sein Schüler Taiata an Bord der Endeavour gingen.
Am 13. Juli 1769 stach das Schiff von der Matavai Bay aus in See mit Kurs auf Huahine, die ebenfalls zu den Gesellschaftsinseln zählt, und von dort aus nach Ra'iatea. Nach dem Aufenthalt dort und dem Besuch des Marae Taputapuatea nahm die Endeavour am 14. August Kurs nach Südwesten, Neuseeland entgegen. Auf der Reise fertigte Tupaia seine noch heute geheimnisvolle Karte mit zunächst 57 Inseln und später erneut mit 74 Inseln des Pazifiks. Er lernte, nach Art der Europäer naturalistisch zu zeichnen. Unter anderem fertigte er ein Bild an, das zeigte, wie Schlachten auf Kriegskanus ausgetragen wurden. Zudem beschrieb er den Briten die Lebensweise der Tahitianer. Zunehmend von den Fähigkeiten Tupaias überzeugt, überließ ihm Cook für 4 Wochen die Navigation auf der Fahrt durch die Gesellschaftsinsel.

### Neuseeland
Als am 6. Oktober 1769 die Ostküste Neuseelands gesichtet wurde, wurde Tupaia nicht um Rat gefragt, und als zwei Tage später eine Gruppe der Mannschaft mit Cook und Banks an Land gingen, war Tupaia nicht dabei. Cooks Männer erschossen im ersten Kontakt mit Einheimischen in einem Missverständnis einen Mann, der nur mit einem Speer bewaffnet war. Tags drauf kamen rund 50 Māori-Krieger vom Stamm der Rongowhakaata, um die Endeavour anzugreifen, und es war nur Tupaia zu verdanken, der mit den Angreifern in ihrer Sprache zu kommunizieren vermochte, dass der Konflikt zunächst befriedet werden konnte. Als im Kontakt mit den Māori von ihnen der Wunsch nach Waffen der Europäer deutlich wurde, entbrannte ein Streit um ein Messer zum Entern, in dessen Verlauf der Häuptling Te Maro und vier Māori ums Leben kamen. Cook ordnete drauf hin an, die Bucht zu verlassen und gab ihr den Namen Poverty Bay.
Weiter nördlich in Cook’s Cove gelang es mit Hilfe von Tupaia freundlichen Kontakt zu den dort ortsansässigen Māori herzustellen. Die Mannschaft konnte frisches Wasser und Proviant an Bord nehmen, und Tupaia wurde von den Māori als tahitianischer Ehrengast geehrt, als sie erkannten, woher er stammte. Aufgrund Tupaias Verständigungsmöglichkeiten mit den Māori bekam Cook Zugang zu den Einheimischen und ihrer Kultur. Weitere Aufenthalte an den Küsten Neuseelands folgten. Dass die Endeavour am 31. März 1770 Neuseeland ohne den Verlust eines einzigen Mannes verlassen konnte, war nicht zuletzt dem Ansehen und der Diplomatie Tupaias zu verdanken.

### Australien
Nachdem die Endeavour die Marlborough Sounds verlassen hatte und in der Tasmansee segelte, verfassten Cook und Banks ihre Berichte über ihre Erfahrungen mit den Māori. Tupaia, der für sie nun nicht mehr von Nutzen schien, stieß auf dieselbe Gleichgültigkeit ihm gegenüber, die er schon einmal erfahren hatte. Hinzu kam, dass aufgrund der mangelhaften Verpflegung an Bord Tupaia an Skorbut erkrankte. Im April erreichte das Schiff die Küste von Australien, doch Tupaia konnte sich dort mit den Einheimischen nicht verständigen. Fortan wurde er nicht mehr als Navigator, als Dolmetscher oder Diplomat gebraucht.

### Niederländisch-Indien
Auf der Reise weiter nach Norden erreichte die Endeavour am 10. Oktober 1770 Batavia, die Hauptstadt des damaligen Niederländisch-Indien, auf der Insel Java. Obwohl Batavia für die Crew eine faszinierende Stadt war, so lauerten doch aufgrund der offenen Kanalisation überall Krankheiten, von denen eine auch auf Tupaia und seinem Gefolgsmann Taiata übergriff. Von Skorbut genesen, setzte ihnen nun diese Krankheit, vermutlich war es Typhus, gefährlich zu. Banks sorgte sich um die beiden und brachte sie schließlich in das Seemanns-Camp auf Kuyper Island, wo beide an der frischen Luft waren und das Meer sehen konnten.

## Tod
Taiata verstarb an der Krankheit am 9. November 1770 und drei Tage später, am 11. November 1770 folgte ihm Tupaia. Beide wurden auf der Insel Damar Besar, die seinerzeit Edam genannt wurde, beigesetzt.
Kapitän James Cook vermerkte in seinen Aufzeichnungen am 26. Dezember 1770:

“He was a Shrewd Sensible, Ingenious Man, but proud and obstinate which often made his situation on board both disagreable to himself and those about him, and tended much to promote the deceases which put a period to his life.”

„Er war ein kluger, sensibler, genialer Mann, aber stolz und eigensinnig, was seine Situation an Bord oft sowohl für ihn selbst als auch für seine Mitmenschen unangenehm machte.“